# Gumpoldskirchner Spatzen
Die Gumpoldskirchner Spatzen sind ein österreichischer, gemischter Kinderchor aus Gumpoldskirchen in Niederösterreich. Von 1971 bis 2003 traten sie regelmäßig an der Wiener Staatsoper auf, sie sind daher auch als Wiener Opernkinderchor bekannt.

## Geschichte
Das Ensemble ging aus einer 1947 von Josef Wolfgang Ziegler ins Leben gerufenen Singschule hervor. 1949 gründete Ziegler zunächst die Anningerspatzen, die bald nach der Gründung in Gumpoldskirchner Spatzen umbenannt wurden. 1958 unternahm der Chor eine viermonatigen Tournee durch Nordamerika. Weitere Tourneen führten später in verschiedene europäischen Staaten, nach China, Japan und nach Kanada. Von 1965 bis 1968 war aufgrund einer schweren Erkrankung von Josef Wolfgang Ziegler die Aktivität des Chores weitestgehend ruhend gestellt. 1969 übernahm die Tochter von Josef Wolfgang Ziegler, Elisabeth Ziegler (* 1946), die Leitung des Chores, bei dem sie selbst 15 Jahre lang gesungen hatte und den sie bis 2019 leitete.
1986 wirkte der Chor bei der Eröffnung der Wiener Festwochen mit, 2006 erfolgte ein Auftritt im Musikantenstadl. Von 1992 bis 2000 trat der Chor im Rahmen der Veranstaltung Christmas in Vienna mit Plácido Domingo und den Wiener Symphonikern auf, unter anderem 1999 mit den drei Tenören Plácido Domingo, José Carreras und Luciano Pavarotti. Die Aufnahmen dieser Konzerte wurden jeweils bei Sony Music veröffentlicht. Am Theater an der Wien wirkten sie 2011 an den Aufführungen von Street Scene von Kurt Weill und 2013 an Attila von Giuseppe Verdi mit.
2016 schafften sie bei der ORF-Sendung Die große Chance der Chöre als einer von acht Chören den Einzug ins Finale und kamen unter die besten drei. 2017 wirkten sie unter anderem an der Bühne Baden im Musical Aladdin, an der Aufführung von Mahlers 8. Sinfonie im Wiener Musikverein und an der ORF-Sendung Zauberhafte Weihnacht im Land der stillen Nacht mit.
Chorleiterin Elisabeth Ziegler kündigte im Mai 2018 an, ihr Amt nach 50 Jahren im Mai 2019 zurücklegen. Anfang Juli 2018 nahmen sie an den World Choir Games in Südafrika teil, wo sie im Rahmen der Champions Competition zwei Medaillen errangen: Gold in der Kategorie Kinderchöre/Gemischte Knabenchöre und Silber in der Kategorie Musica Sacra mit Begleitung. Im Mai 2019 übernahmen Yulia Mikkonen und Camilo Santostefano die Leitung des Chores. Camilo Santostefano verließ  2020 den Chor, Yulia Mikkonen wurde alleinverantwortliche Chorleiterin. 2022 übernahm Katja Kalmar die Leitung gemeinsam mit ihrer Stellvertreterin Danutė Ganahl.
Für die Vienna Symphonic Library sangen sie die im Mai 2021 veröffentlichte Bibliothek Big Bang Orchestra: Ymir – Children's Choir in der Synchron Stage Vienna ein. In der Synchron Stage Vienna wurde auch die Filmmusik zur Amazon-Serie Der Herr der Ringe: Die Ringe der Macht (2022), an der die Gumpoldskirchner Spatzen beteiligt waren. Im August 2024 unternahm der Chor eine Konzertreise in die Vereinigten Staaten und gastierte beim 90. Grant Park Music Festival in Chicago mit Aufführungen der 8. Symphonie von Gustav Mahler.
Der Schwerpunkt des Chores liegt auf A-cappella-Literatur des 20. Jahrhunderts, das Programm spannt sich vom Klassischen über Volks- und Wienerlieder bis hin zu Musical und Unterhaltungsmusik.
Der Chor wird vom Land Niederösterreich finanziell unterstützt, für die Jahre 2025 und 2026 erhöhte das Land die Förderung des Vereins auf 90.000 Euro jährlich.

## Diskografie (Auswahl)
- 1957: Vienna on parade
- 1975: Richard Wagner: Die Meistersinger von Nürnberg, Dirigent Georg Solti, Wiener Philharmoniker
- 1977: Arrigo Boito: Mefistofele, Dirigent Leonard Bernstein
- 1980: Gumpoldskirchner Spatzen (Preiser Records)
- 1983: Weihnachten mit Carlo Bergonzi, Dirigent Paul Angerer, Radio-Symphonieorchester Wien (ORFEO International)
- 1986: Edelweiß mit Melanie Holliday und der Camerata Tokyo
- 1990: Richard Strauss: Salome, Dirigent Leonard Bernstein, Montserrat Caballé,  Orchestre National de France, Konzertvereinigung Wiener Staatsopernchor, Wiener Philharmoniker (Polygram)
- 1991: György Ligeti: Le Grand Macabre, Dirigent Elgar Howarth, Radio-Symphonieorchester Wien, Arnold Schoenberg Chor (WERGO)
- 1992–2000: Christmas in Vienna mit Plácido Domingo und den Wiener Symphonikern (Sony Music)
- 1999: The best of VSOP, Dirigent Christian Kolonovits, Wiener Symphoniker (Koch International)
- 2000: Kein schöner Land in dieser Zeit. 16 Volkslieder, so schön wie die Heimat (Koch International)
- 2000: Die schönsten Chöre der Heimat, Folge 2 (Koch International)
- 2001: Fröhliche Weihnacht überall (Koch International)
- 2008: Ruggero Leoncavallo: Pagliacci, Dirigent Ádám Fischer (ORFEO International, Live-Aufnahme vom 6. Juni 1985)
- 2008: Vielstimmig, Kompositionen von Johann Wolfgang Ziegler[24]